# Tomoyuki Dan
Tomoyuki Dan (6 de agosto de 1963 — 10 de outubro de 2013) foi um ator e seiyu japonês. Foi conhecido principalmente em seus trabalhos como: Hoshigaki kisame em Naruto e Cronicle Asher em Mobile Suit Victory Gundam. Seu ultimo trabalho foi como Tengu branch em Toriko.

## Live action
- Kamen Rider W (Doctor Shinkuro Isaka/Weather Dopant)

## Morte
Dan faleceu no dia 10 de outubro de 2013 aos 50 anos por culpa de uma recaída da dissecção aórtica, deixando sua esposa e filha.